# Gianni Morbidelli
Gianni Morbidelli (Pesaro, 1968. január 13.) olasz autóversenyző, az 1989-es olasz Formula–3-as bajnokság, valamint a 2008–2009-es Speedcar Series győztese.

## Pályafutása
1987 és 1989 között az olasz Formula–3-as bajnokságban versenyzett, valamint több különböző Formula–3-as versenyen is részt vett ebben az időszakban. 1989-ben megnyerte az olasz sorozatot, és győzött az Európa-kupán is.
1990-ben a nemzetközi Formula–3000-es széria futamain indult. Egy futamgyőzelmet szerzett, és húsz pontjával végül ötödik lett az összetettben.

### Formula–1
1990-ben a Formula–3000 mellett a Formula–1-es világbajnokság négy versenyén is részt vett. A szezon első két nagydíján a Scuderia Italia, majd az utolsó két versenyen a Minardi csapatával.
Az 1991-es, valamint az 1992-es szezont (egy futam kivételével) a Minardinál teljesítette. A 91-es ausztrál nagydíjon ő helyettesítette a távozó Alain Prostot a Ferrari-istállónál. A futam heves esőzésben zajlott, és a sok baleset miatt a rendezők tizenhat kör után leintették. Gianni a hatodik helyen állt ekkor. Mivel a versenyzők fél pontokat kaptak, így ő mindössze 0,5 pontot gyűjtött.
1993-ban nem kapott lehetőséget a világbajnokságon, és az olasz túraautó-bajnokságon szerepelt.
1994-ben újra a világbajnoki mezőny részese volt. A Footwork-istállóval az év összes versenyén rajthoz állt. 1995-ben is maradt a csapatnál. A szezonzáró ausztrál nagydíjon harmadik lett, ami a Footwork legjobb eredménye a sorozatban.
1996-ban csak tesztpilótai állást kapott. Gianni a Jordan alakulatánál töltötte be ezt a szerepet. 1997-ben a Ferrari tesztpilótája volt, valamint hét futamon vett részt a Sauber csapatával. Egy teszten, Magny Cours-ban komoly balesetet szenvedett, melyben megsérült a bal karja. A luxemburgi nagydíj után már nem szerepelt többé Formula–1-es versenyen.

### Túraautózás

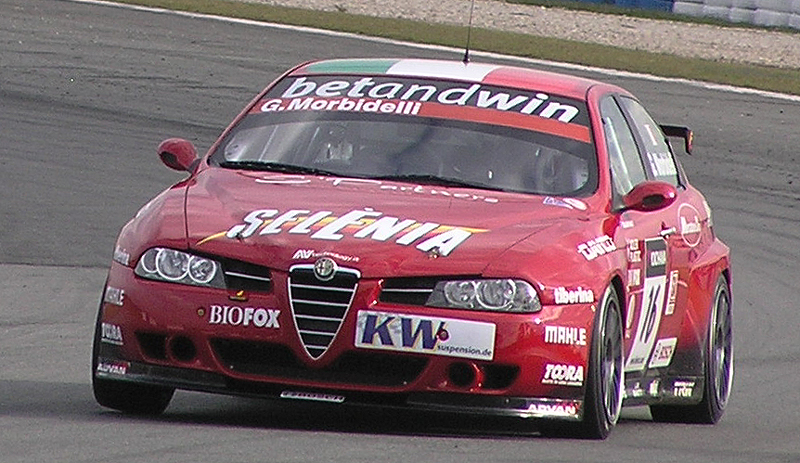
2006-ban a túraautó-világbajnokság egy futamán

Formula–1-es pályafutását követően végleg áttért a túraautózásra. 1998-ban a brit túraautó-bajnokság futamain indult egy Volvóval. Míg csapattársa, Rickard Rydell megnyerte a bajnoki címet, addig Gianni csak a tizenegyedik lett.
Ezt követően a túraautó-Európa-bajnokságon, majd az FIA GT-sorozatban versenyzett. 2000-ben harmadikként zárta az európai bajnokságot Fabrizio Giovanardi és Peter Kox mögött. 2006-ban a világbajnokságon is részt vett, de nem ért el nagyobb sikereket.
2007-ben, 2008-ban és 2009-ben az olasz Superstars Championship sorozat bajnoka volt, valamint megnyerte a 2008–2009-es Speedcar Series-t.

## Sikerei
- Olasz Formula–3-as bajnokság
  - Bajnok: 1989
- Formula–3-as Európa-kupa
  - Győztes: 1989
- Superstars Championship
  - Bajnok: 2007, 2008, 2009, 2013
- Speedcar Series
  - Bajnok: 2008–2009

## Eredményei
Teljes Formula–1-es eredménysorozata 
(Táblázat értelmezése)

(Félkövér: pole-pozícióból indult; dőlt: leggyorsabb kört futott) 

| Év   | Csapat          | 1      | 2      | 3      | 4      | 5      | 6      | 7      | 8      | 9      | 10     | 11     | 12     | 13     | 14     | 15     | 16     | 17    | Helyezés | Pont |
| ---- | --------------- | ------ | ------ | ------ | ------ | ------ | ------ | ------ | ------ | ------ | ------ | ------ | ------ | ------ | ------ | ------ | ------ | ----- | -------- | ---- |
| 1990 | Scuderia Italia | USA NK | BRA 14 | SMR    | MON    | CAN    | MEX    | FRA    | GBR    | GER    | HUN    | BEL    | ITA    | POR    | ESP    |        |        |       | –        | 0    |
| 1990 | Minardi         |        |        |        |        |        |        |        |        |        |        |        |        |        |        | JPN Ki | AUS Ki |       | –        | 0    |
| 1991 | Minardi         | USA Ki | BRA 8  | SMR Ki | MON Ki | CAN Ki | MEX 7  | FRA Ki | GBR 11 | GER Ki | HUN 13 | BEL Ki | ITA 9  | POR 9  | ESP 14 | JPN Ki |        |       | 24.      | 0,5  |
| 1991 | Ferrari         |        |        |        |        |        |        |        |        |        |        |        |        |        |        |        | AUS 6‡ |       | 24.      | 0,5  |
| 1992 | Minardi         | RSA Ki | MEX Ki | BRA 7  | ESP Ki | SMR Ki | MON Ki | CAN 11 | FRA 8  | GBR 17 | GER 12 | HUN Nk | BEL 16 | ITA Ki | POR 14 | JPN 14 | AUS 10 |       | –        | 0    |
| 1994 | Footwork        | BRA Ki | PAC Ki | SMR Ki | MON Ki | ESP Ki | CAN Ki | FRA Ki | GBR Ki | GER 5  | HUN Ki | BEL 6  | ITA Ki | POR 9  | EUR 11 | JPN Ki | AUS Ki |       | 22.      | 3    |
| 1995 | Footwork        | BRA Ki | ARG Ki | SMR 13 | ESP 11 | MON 9  | CAN 6  | FRA 14 | GBR    | GER    | HUN    | BEL    | ITA    | POR    | EUR    | PAC Ki | JPN Ki | AUS 3 | 14.      | 5    |
| 1997 | Sauber          | AUS    | BRA    | ARG    | SMR    | MON    | ESP 14 | CAN 10 | FRA    | GBR    | GER    | HUN Ki | BEL 9  | ITA 12 | AUT 9  | LUX 9  | JPN Ni | EUR   | -        | 0    |

‡ A versenyt félbeszakították, és mivel nem teljesítették a táv 75%-át, így a pontoknak csak a felét kapta meg.

## Fordítás
- Ez a szócikk részben vagy egészben  a   Gianni Morbidelli című angol Wikipédia-szócikk fordításán alapul.  Az eredeti cikk szerkesztőit annak laptörténete sorolja fel. Ez a jelzés csupán a megfogalmazás eredetét és a szerzői jogokat jelzi, nem szolgál a cikkben szereplő információk forrásmegjelöléseként.

## Külső hivatkozások
- Hivatalos honlapja (olaszul)
- Profilja a grandprix.com honlapon (angolul)
- Profilja a statsf1.com honlapon (angolul)
- Profilja a driverdatabase.com honlapon (angolul)